# Елмо (Јута)
Елмо (енгл. Elmo) град је у америчкој савезној држави Јута.

## Демографија
По попису из 2010. године број становника је 418, што је 50 (13,6%) становника више него 2000. године.
| Група             | 2000.       | 2010.       |
| Белци             | 343 (93,2%) | 391 (93,5%) |
| Афроамериканци    | 1 (0,3%)    | 3 (0,7%)    |
| Азијати           | 0 (0,0%)    | 1 (0,2%)    |
| Хиспаноамериканци | 16 (4,3%)   | 18 (4,3%)   |
| Укупно            | 368         | 418         |